# HD 188971
HD 188971，又名BD+20 4351，SAO 87963、HR 7616，是一颗恒星，视星等为6.48，位于銀經59.05，銀緯-4.08，其B1900.0坐标为赤經19h 52m 37.7s，赤緯+20° -4.08′ 52″。